# Aulaconotus semiaulaconotus
Aulaconotus semiaulaconotus är en skalbaggsart som först beskrevs av Hayashi 1974.  Aulaconotus semiaulaconotus ingår i släktet Aulaconotus och familjen långhorningar.
Artens utbredningsområde är Taiwan. Inga underarter finns listade.